# Gabriela Vránová
Gabriela Vránová (27. července 1939 Nové Mesto nad Váhom – 16. června 2018 Praha) byla česká herečka a divadelní pedagožka, dlouholetá členka pražského Divadla na Vinohradech.

## Život
Gabriela Vránová se narodila ve slovenském Novém Mestě nad Váhom v učitelské rodině, dětství prožila v Brně. V roce 1960 vystudovala činoherní herectví na Janáčkově akademii múzických umění v Brně. Po absolutoriu působila nejprve dva roky v Národním divadle moravskoslezském v Ostravě, poté odešla na pozvání ředitele Luboše Pistoria do pražského Divadla na Vinohradech, kde působila v letech 1962 až 2004 a 2012 až 2016. Účinkovala v řadě filmů a televizních inscenací. V závěru života byla bez stálého divadelního angažmá, úspěšně spolupracovala s rozhlasem, v roce 2004 jí byla udělena Cena Františka Filipovského za celoživotní mistrovství v dabingu. Pedagogicky působila na Pražské konzervatoři, kde od roku 1974 vyučovala herectví.
S druhým manželem, středoškolským profesorem matematiky Jiřím Kepkou, měla syna herce a režiséra Ondřeje Kepku. Mladší sestrou byla Miriam Vránová (* 1959), která v 80. letech před emigrací do Spojených států provozovala hereckou profesi. Stala se také švagrovou herce Jaroslava Kepky.
Zhruba rok před smrtí jí byla diagnostikována rakovina tlustého střeva. Zemřela 16. června 2018. Poslední rozloučení se uskutečnilo 22. června 2018 v Divadle na Vinohradech. Poté následovalo rekviem v nedalekém kostele svaté Ludmily. Pohřbena byla na Vinohradském hřbitově.

## Divadelní role, výběr
- 1959 Jaroslav Tumlíř: Slepé dívky, Anča (j. h.), Divadlo bratří Mrštíků, režie Libor Pleva
- 1960 J. Drda: Dalskabáty, hříšná ves aneb Zapomenutý čert, Mančinka, Státní divadlo v Ostravě, režie Aleš Podhorský j. h.
- 1961 F. Pavlíček: Labyrint srdce, Jana Vávrová, Státní divadlo v Ostravě, režie Zdeněk Bittl j. h.
- 1962 P. Karvaš: Antigona a ti druzí, titulní role, Státní divadlo v Ostravě, režie Josef Janík
- 1963 F. de Rojas: Celestina, Melibea, Divadlo československé armády, režie František Štěpánek
- 1964 F. Dürrenmatt: Návštěva staré dámy, Novinářka, Divadlo československé armády, režie Jaroslav Dudek
- 1965 J. Anouilh: Skřivánek, Královnička, Divadlo československé armády, režie Jaroslav Dudek
- 1967 T. Williams: Noc s leguánem, Charlotta Goodallová, Divadlo na Vinohradech, režie Stanislav Remunda
- 1968 G. B. Shaw: Pygmalion, Slečna Ensford–Hillová, Divadlo na Vinohradech, režie František Štěpánek
- 1969 F. Dürrenmatt (podle W. Shakespeara): Král Jan, Blanka Kastilská, Divadlo na Vinohradech, režie Jaroslav Dudek
- 1970 J. W. Goethe: Faust, Markétka, Divadlo na Vinohradech, režie Luboš Pistorius
- 1971 Boris Vasiljev: Andělé, Líza, Divadlo na Vinohradech, režie Zdeněk Míka
- 1972 Bratři Mrštíkové: Maryša, titulní role, Divadlo na Vinohradech, režie František Štěpánek
- 1973 J. K. Tyl: Strakonický dudák, Rosava, Divadlo na Vinohradech, režie František Štěpánek
- 1974 Viktor Rozov: Neklidný den, neklidná noc, Nina, Divadlo na Vinohradech, režie Zdeněk Míka
- 1975 H. Ibsen: Nora, titulní role, Divadlo na Vinohradech, režie Jiří Dalík
- 1976 M. Gorkij: Letní hosté, Varvara Michajlovna, Divadlo na Vinohradech, režie Jan Strejček
- 1977 R. Rolland: Dobrý člověk ještě žije, Martina, Divadlo na Vinohradech, režie František Štěpánek
- 1978 J. K. Tyl: Tvrdohlavá žena a zamilovaný školní mládenec, Madlenka, Divadlo na Vinohradech, režie František Štěpánek
- 1979 W. Shakespeare: Romeo a Julie, Kapuletová, Divadlo na Vinohradech, režie František Štěpánek
- 1980 V. Nezval: Dnes ještě zapadá slunce nad Atlantidou, Pradlena, Divadlo na Vinohradech, režie Jiří Dalík
- 1981 F. F. Šamberk: Jedenácté přikázání, Ema, Divadlo na Vinohradech, režie František Štěpánek
- 1983 Alexej Arbuzov: Úspěšná žena, Mája Alejniková, Divadlo na Vinohradech, režie František Štěpánek
- 1985 I. S. Turgeněv: Měsíc na venkově, Natálie Islajevová, Divadlo na Vinohradech, režie Jan Novák
- 1988 K. Čapek: Loupežník, Paní, Divadlo na Vinohradech, režie Jan Novák
- 1989 J. Topol: Hlasy ptáků, Hedvika, Divadlo na Vinohradech, režie Jan Kačer
- 1992 Molière: Zdravý nemocný, Belina, Divadlo na Vinohradech, režie Jaromír Pleskot j. h.
- 1995 I. Örkény: Kočičí hra, Pavla Krausová, Divadlo na Vinohradech, režie Jaroslav Dudek j. h.
- 1999 Ö. von Horváth: Povídky z Vídeňského lesa, Matka, Divadlo na Vinohradech, režie Ladislav Smoček j. h.
- 2001 Neil Simon: Drobečky z perníku, Toby Landauová, Divadlo na Vinohradech, režie Petr Kracik j. h.
- 2002 Aristofanés, J. Suchý (adaptace): Lysistrata, Náčelnice, Divadlo na Vinohradech, režie Jiří Menzel
- 2004 J. Anouilh: Tomáš Becket aneb Čest boží, Královna matka, Divadlo na Vinohradech, režie Jan Novák
- 2009 Marina Carr: U kočičí bažiny, Paní Kilbridová, Činoherní klub, režie Martin Čičvák
- 2012 N. Coward: To byla moje písnička!, Bonita Belgravevová, Divadlo na Vinohradech, režie Petr Kracik

## Filmografie

### Film
- 1961 Kde řeky mají slunce (Bětka)
- 1961 Hledá se táta (Magda)
- 1963 Tchyně (Vlasta)
- 1964 Místenka bez návratu (Irenka)
- 1964 Smrt za oponou (Alena Volná)
- 1966 Poklad byzantského kupce (Kamila Housková)
- 1974 Geneze a katastrofa (paní Hitlerová)
- 1977 Hop – a je tu lidoop (Věra Mertová)
- 1986 Velká filmová loupež (herečka)
- 1988 Čekání na Patrika (Helenina matka)
- 1988 Uf – Oni jsou tady (Luďkova matka)
- 1995 Tvůj svět (role neurčena)
- 2011 Bastardi 2 (Dostálová)
- 2012 Bastardi 3 (Dostálová)

### Televize
- 1968 Dívka a smrt (TV hra)
- 1968 Nebožtík Nasredin (TV divadelní představení)
- 1968 Rekviem za kouzelnou flétnu (TV film)
- 1968 Sňatky z rozumu (TV seriál)
- 1969 Alchymista (TV divadelní představení)
- 1970 Mata Hari (TV inscenace)
- 1970 F. L. Věk (TV seriál)
- 1971 Konfrontace (TV film)
- 1971 Pohádky z tisíce a jedné noci (TV seriál)
- 1972 Román lásky a cti (TV inscenace)
- 1972 Tvrdohlavá žena (TV divadelní představení)
- 1973 Tichý svědek (TV inscenace)
- 1974 Černá horečka (TV inscenace)
- 1974 Dům doni Bernardy (TV inscenace)
- 1974 Generál chudých (TV inscenace)
- 1974 Hrst plná kopřiv (TV inscenace)
- 1974 Bakaláři (TV cyklus)
- 1975 Chalupáři (TV seriál)
- 1975 Maminka (TV inscenace)
- 1975 Velký oblouk (TV inscenace)
- 1975 Vlny nad námi (TV inscenace)
- 1976 Tatínek (TV inscenace)
- 1976 Třicet případů majora Zemana (TV seriál, 1. díl)
- 1977 Jak vytrhnout velrybě stoličku (TV film)
- 1977 Ráno budeme moudřejší (TV inscenace)
- 1977 Tetinka (TV inscenace)
- 1978 Jak dostat tatínka do polepšovny (TV film)
- 1978 Všichni za jednoho (TV inscenace)
- 1979 Slečna Rajka (TV inscenace)
- 1980 Tvrdohlavá žena (TV divadelní představení)
- 1981 Až já budu velká (TV hra)
- 1981 Dlouhá bílá stopa (TV seriál)
- 1981 Dlouhý měsíc (TV inscenace)
- 1981 Dlouhý týden (TV inscenace)
- 1981 Ubohý pan Kufalt (TV inscenace)
- 1982 A zlehka zazvoní (TV inscenace)
- 1982 Děkuju, pane profesore (TV inscenace)
- 1982 Zahrada dětí (TV hra)
- 1983 Tažní ptáci (TV inscenace)
- 1984 Cizí holka (TV inscenace)
- 1984 My všichni školou povinní (TV seriál)
- 1984 Rozpaky kuchaře Svatopluka (TV seriál)
- 1985 Drahý Bedřichu (TV hra)
- 1986 Trvale jasno (TV inscenace)
- 1988 Píšťaličko, otloukej se (TV inscenace)
- 1988 Malé dějiny jedné rodiny (TV seriál)
- 1988 Vzestup po šikmé ploše (TV inscenace)
- 1989 Naděje má hluboké dno (TV inscenace)
- 1989 Sedm bílých plášťů (TV inscenace)
- 1989 Utopím si ho sám (TV film)
- 1990 Přísahám a slibuji (TV minisérie)
- 1991 Milostivé léto (TV inscenace)
- 1992 Šťastlivec Sulla (TV inscenace)
- 1993 Noc pastýřů (TV hra)
- 1993 Uctivá poklona, pane Kohn (TV cyklus)
- 1994 Gazdina roba (TV divadelní představení)
- 1995 Poutníci (TV inscenace)
- 1995 Hříchy pro diváky detektivek (TV seriál)
- 1996 Dívka se zázračnou pamětí (TV inscenace)
- 1996 Na hraně (TV inscenace)
- 1996 O princi Truhlíkovi (TV inscenace)
- 1998 Hřích faráře Ondřeje (TV hra)
- 1998 Kočičí hra (TV divadelní hra)
- 2003 Smetanový svět (TV film)
- 2003 Společník (TV film)
- 2005 3 plus 1 s Miroslavem Donutilem (TV cyklus)
- 2005 Náměstíčko (TV seriál)
- 2005 Zakletá třináctka (TV inscenace)
- 2005 Žil jsem s cizinkou (TV film)
- 2006 Poslední kouzlo (TV film)
- 2007 Tři životy (TV film)
- 2009 Bekyně mniška (TV film)
- 2009 Karambol (TV film)

## Film na DVD
- 2010 – Království poezie Gabriely Vránové (režie: Ondřej Kepka)

## Práce pro rozhlas
- 1978 Voltaire: Candide, četli Ladislav Trojan, Gabriela Vránová (baronesa), Marie Drahokoupilová, Josef Chvalina, Josef Velda, Milan Neděla a Miloš Hlavica, překlad: Radovan Krátký, režie: Vladimír Tomeš
- 1985 Milena Mathausová: Střepy úzkosti. Dramaturgie: Pavel Minks; režie: Jana Bezdíčková. Vránová hrála titulní roli Magdy.[9]
- 1998 Oscar Wilde: Bezvýznamná žena, překlad: Jiří Zdeněk Novák, rozhlasová úprava: Josef Hlavnička, dramaturgie: Jarmila Konrádová, režie: Markéta Jahodová. Hráli: Lord Illingworth (Viktor Preiss), Sir John Pontecraft (Svatopluk Beneš), Pan Ketlick, poslanec (Petr Kostka), Gerald Arbuthnot (Pavel Chalupa), Lady Hunstantonová (Viola Zinková), Lady Karolína Pontecraftová (Jaroslava Adamová), Paní Allonbyová (Gabriela Vránová), Slečna Ester Worsleyová (Petra Špalková), Paní Arbuthnotová (Dana Syslová), vypravěč (Josef Červinka), Francis, sluha (Tomáš Racek) a Alice, komorná (Jana Zímová)[10]